# Killington Stage Race
La Killington Stage Race est une course cycliste américaine disputée au mois de mai dans la région de la Nouvelle-Angleterre. Créée en 1987, elle est organisée par le Green Mountain Bicycle Club.
Des coureurs de renom comme Levi Leipheimer, Tyler Hamilton ou George Hincapie ont brillé par le passé sur cette compétition. Après une interruption de dix ans, elle refait son apparition au sein du calendrier national américain à partir de 2010.

## Palmarès

### Élites Hommes
| Année     | Vainqueur              | Deuxième               | Troisième             |
| --------- | ---------------------- | ---------------------- | --------------------- |
| 1990      | Greg Oravetz           | Roy Knickman           | Skip Spangenburg      |
| 1991      | Roy Knickman           | Scott Moninger         | David Mann (en)       |
| 1992      | Scott Moninger         | Davis Phinney          | Andrew Miller         |
| 1993      | Michael Engleman       | Scott Moninger         | Andrzej Mierzejewski  |
| 1994      | Michael Engleman       | David Mann (en)        | Scott Moninger        |
| 1995      | Frank McCormack        | Scott Moninger         | Andy Bishop           |
| 1996      | Malcolm Elliott        | Chris Walker (en)      | Darren Baker (nl)     |
| 1997      | Tyler Hamilton         | Chann McRae            | Michael Engleman      |
| 1998      | George Hincapie        | Chann McRae            | Scott Moninger        |
| 1999      | Trent Klasna           | Eddy Gragus            | Jonathan Hamblen (de) |
| 2000      | Chris Wherry           | Glen Mitchell          | Harm Jansen           |
| 2001-2009 | pas de course          | pas de course          | pas de course         |
| 2010      | Hugo Houle             | Jamey Driscoll         | Cameron Cogburn (en)  |
| 2011      | Brett Tivers           | Hugo Houle             | Rémi Pelletier-Roy    |
| 2012      | Jacob Tremblay         | Kirk Carlsen           | Bruno Langlois        |
| 2013      | Timothy Rugg           | Cameron Cogburn (en)   | Sean McCarthy         |
| 2014      | Ben Frederick          | Stefano Barberi        | Matteo Dal-Cin        |
| 2015      | Chad Young             | Chris Prendergast      | Robert Gutgesell      |
| 2016      | Chris Jones            | James Piccoli          | Sean Gardner          |
| 2017      | Kyle Boorsma           | William Cooper         | Matthew Curbeau       |
| 2018      | Camden Black Ingersoll | Sean Gardner           | William Cooper        |
| 2019      | Pier-André Côté        | Camden Black Ingersoll | Geno Villafano        |
| 2020-2021 | pas de course          | pas de course          | pas de course         |
| 2022      | William Cooper         | Chris Prendergast      | Brendan Rhim          |
| 2023      | pas de course          | pas de course          | pas de course         |
| 2024      | Owen Wright            | Kieran Haug            | Ian Lopez             |

### Élites Femmes (catégories 1, 2 et 3)
| Année     | Vainqueur              | Deuxième                  | Troisième           |
| --------- | ---------------------- | ------------------------- | ------------------- |
| 1990      | Tammy Jacques          | Andrea Tollefsrud         | Karen Menge         |
| 1992      | Louisa Jenkins         | Sally Zack                | Carmen d'Aluisio    |
| 1993      | Louisa Jenkins         | Rebecca Twigg             | Jeannie Golay       |
| 1994      | Deirdre Demet-Barry    | Eve Stephenson            | Carmen d'Aluisio    |
| 1995      | Linda Jackson          | Phyllis Hines             | Susan Palmer-Komar  |
| 1996      | Susannah Pryde         | Emily Robbins             | Audrey Tannenbaum   |
| 1997      | Linda Jackson          | Susan Palmer-Komar        | Susannah Pryde      |
| 1998      | Linda Jackson          | Elisabeth Chevanne-Brunel | Leigh Hobson        |
| 1999      | Genevieve Jeanson      | Lyne Bessette             | Catherine Cardwell  |
| 2000      | Jeannie Longo-Ciprelli | Lyne Bessette             | Ceris Gilfillan     |
| 2001-2009 | pas de course          | pas de course             | pas de course       |
| 2010      | Sue Schlatter          | Jennifer Stephenson       | Audrey Scott        |
| 2011      | Véronique Fortin (en)  | Veronique Labonte (en)    | Sue Schlatter       |
| 2012      | Marti Shea             | Rachel Warner             | Christine Schryver  |
| 2013      | Christine Schryver     | Stephanie Wetzel          | Jenny Ives          |
| 2014      | Lex Albrecht           | Stephanie Wetzel          | Kathleen Lysakowski |
| 2015      | Ellen Watters (en)     | Stephanie Wetzel          | Christine Schryver  |
| 2016      | Amy Bevilacqua         | Amber Ferreira            | Christine Schryver  |
| 2017      | Angela Naeth           | Simone Boilard            | Emily Spence        |
| 2018-2023 | pas de course          | pas de course             | pas de course       |
| 2024      | Cécile Lejeune         | Betty Hasse               | Julie Lacoursière   |

### Hommes - catégorie 3
| Année     | Vainqueur              | Deuxième            | Troisième            |
| --------- | ---------------------- | ------------------- | -------------------- |
| 2010      | Sean Smith             | Andrew Mccullough   | Daniel Chabanov      |
| 2011      | Eric Follen            | Stuart McManus      | David Ziehr          |
| 2012      | Brendan Rhim           | Timothy Ahearn      | Peter Goguen         |
| 2013      | Peter Vollers Jr.      | David Richardson    | Stefano Zanotti      |
| 2014      | James Jennings         | Andy Officer        | Daniel Nuzzo-Mueller |
| 2015      | Ian Clarke             | Christopher Welch   | Wyatt Goral          |
| 2016      | Ben Ryan               | Vivien Rindisbacher | Michael Landry       |
| 2017      | Camden Black-Ingersoll | Francis Juneau      | Justin Wood          |
| 2018      | Sean Guydish           | Robert Raymond      | Brian Alba           |
| 2019      | Félix-Olivier Moreau   | Sam Fritschel       | Maxime Chouinard     |
| 2020-2021 | pas de course          | pas de course       | pas de course        |
| 2022      | Luke Valenti           | Evan Boyle          | Ben Stokes           |
| 2023      | pas de course          | pas de course       | pas de course        |
| 2024      | Nathaniel Gervez       | Afonso Borges       | Andrew Suzuki        |

### Juniors Hommes
| Année | Vainqueur          | Deuxième         | Troisième   |
| ----- | ------------------ | ---------------- | ----------- |
| 2010  | Michael Reidenbach | Chris Balestrini | Nick Roeder |